# Paul Pope
Paul Pope (né le 25 septembre 1970 à Philadelphie) est un auteur de bande dessinée américain. Ses influences assumées, dans son livre P-City Parade, sont Daniel Torres, Bruno Premiani, Jack Kirby, Alex Toth, Tony Salmons, Hugo Pratt, Silvio Cadelo, Vittorio Giardino et Hergé.

## Biographie
Pope fonde son propre label de bande dessinée et publie Sin Titulo à seulement 22 ans. Puis il commence sa série THB en 1995. La même année il commence à travailler pour l'éditeur japonais Kōdansha au sein duquel il réalise le manga Supertrouble.
En 2006, il reçoit un Eisner Award dans la catégorie meilleure histoire courte pour son histoire « Teenage Sidekick » publiée dans Solo #3. En 2007, il remporte de nouveau 2 Eisner Awards en tant que meilleur scénariste et meilleure série courte pour sa mini-série Batman année 100, une histoire de science-fiction autour de l'univers de Batman dont l'action se situe en 2039.
En 2006, Pope travailla également avec le fabricant de vêtements Diesel pour une installation d'automne dans un magasin. En 2008, il noue un partenariat avec DKNY pour la mise en place d'une collection d'automne, DKNY:2089.

## Publications
- 1993 : Sin Titulo, Horse Press.
- 1995 : THB
- 1997 : The One-Trick Rip-Off (Arnaque à l'arraché), Dark Horse Comics, publié en France par les éditions Bethy.
- 1998 : The Ballad of Doctor Richardson, Horse Press.
- 1999 : Escapo, Horse Press, publié en France par Vertige Graphic[1].
- 2001 : Heavy Liquid, Vertigo/DC Comics, publié en France chez Dargaud,  (ISBN 2-20505-995-5)).
- 2002 : Spider-Man's Tangled Web #15, Marvel Comics.
- 2005 : 100%, 2002–2004, mini série, 1-5, Vertigo/DC Comics, publié en France chez Dargaud,  (ISBN 2-20506-002-3).
- 2005 : Solo #3, DC Comics.
- 2006 : Batman: Year 100 (mini série, 1-4), DC Comics, publié en France chez Panini Comics,  (ISBN 2-80940-076-8).

## Récompenses
- 2006 : Prix Eisner de la meilleure histoire courte pour « Teenaged Sidekick », dans Solo n°3
- 2007 : Prix Eisner de la meilleure mini-série et du meilleur auteur réaliste pour Batman : Année 100
- 2010 : Prix du comic book de la National Cartoonists Society
- 2014 : Prix Eisner de la meilleure publication pour adolescents pour Battling Boy
- 2014 : Prix Harvey du meilleur auteur pour Battling Boy